# Atletismo nos Jogos Pan-Americanos de 1983 - Maratona masculina
A prova da maratona masculina nos Jogos Pan-Americanos de 1983 foi realizada em Havana, Cuba.

## Medalhistas
| Ouro                          | Prata                        | Bronze                 |
| Jorge González PUR Porto Rico | César Mercado PUR Porto Rico | Miguel Cruz MEX México |

## Resultados
| Posição           | Nome             | Nacionalidade  | Tempo   | Notas |
| ----------------- | ---------------- | -------------- | ------- | ----- |
| Medalha de ouro   | Jorge González   | PUR Porto Rico | 2:12:43 |       |
| Medalha de prata  | César Mercado    | PUR Porto Rico | 2:20:30 |       |
| Medalha de bronze | Miguel Cruz      | MEX México     | 2:21:12 |       |
| 4                 | Armando Azócar   | VEN Venezuela  | 2:21:30 |       |
| 5                 | Luis Bautista    | VEN Venezuela  | 2:22:35 |       |
| 6                 | Rafael Parra     | COL Colômbia   | 2:22:51 |       |
| 7                 | Manuel García    | MEX México     | 2:24:35 |       |
| 8                 | Michael Feurtado | JAM Jamaica    | 2:26:29 |       |